# 하와이 왕국의 전복
하와이 왕국은 1893년 1월 17일 오아후섬에서 릴리우오칼라니 여왕에 대한 쿠데타로 전복되었다. 쿠데타는 안전위원회가 주도했는데, 이 위원회는 호놀룰루에 거주하는 7명의 외국인(미국인 5명, 스코틀랜드인 1명, 독일인 1명)과 미국 혈통의 하와이 왕국 신민 6명으로 구성되었다. 위원회는 미국 공사 존 L. 스티븐스에게 미국 국익을 보호하기 위해 미국 해병대를 요청하도록 설득했다. 반군들은 하와이 공화국을 수립했지만, 궁극적인 목표는 하와이 제도를 미국에 병합하는 것이었으며, 이는 1898년 발생했다.
미국 의회의 1993년 사과 결의안은 "하와이 왕국의 전복은 미국의 대리인과 시민의 적극적인 참여로 발생했으며 [...] 원주민 하와이인들은 하와이 왕국을 통해서든 국민투표나 찬반투표를 통해서든 자신들의 민족으로서의 고유한 주권에 대한 주장을 미국에 직접 포기한 적이 없다"고 인정했다. 이 사건에 대한 논쟁은 하와이 주권운동에서 중요한 역할을 한다.

## 배경
카메하메하 왕조는 1795년 카메하메하 1세가 건국한 이래로 하와이 왕국을 통치한 왕조였으며, 1872년 카메하메하 5세와 1874년 루날릴로가 사망할 때까지 지속되었다. 1846년 7월 6일, 미국 국무장관 존 캘훈은 타일러 대통령을 대신하여 카메하메하 3세의 통치 하에 있는 하와이의 독립을 공식적으로 인정했다. 하와이 독립 인정의 결과로 하와이 왕국은 세계 주요 국가들과 조약을 체결했으며 여러 항구와 도시에 90개 이상의 공사관과 영사관을 설립했다. 이 왕국은 1893년 칼라카우아 왕조의 몰락과 함께 전복될 때까지 21년 더 지속되었다.

### 설탕 상호무역협정
설탕은 제임스 쿡 선장이 1778년에 도착한 이래로 하와이의 주요 수출품이었다. 섬에 최초의 영구 플랜테이션은 1835년 카우아이섬에 설립되었다. 윌리엄 노시 후퍼는 카메하메하 3세로부터 980에이커(4km2)의 땅을 임차하여 사탕수수를 재배하기 시작했다. 30년 안에 4개의 주요 섬에 플랜테이션이 생겼다. 설탕은 하와이 경제를 완전히 바꿔놓았다.
하와이 정부에 대한 미국의 영향력은 미국 태생의 플랜테이션 소유주들이 왕실과 국가 경제에 대한 플랜테이션의 상당한 세금 기여로 인해 왕국 정치에서 공정한 대표를 주장하면서 시작되었다. 이는 선교 종교와 설탕 산업의 경제적 측면이 주도했다. 이 외국 태생 정치인들의 압력은 토지 소유권 요구로 인해 왕과 추장들에게 느껴졌다. 1839년 하와이 권리 장전은 1839년 하와이 헌법으로도 알려져 있으며, 카메하메하 3세와 그의 추장들이 하와이인들이 그들의 종신 토지를 잃지 않도록 보장하고 자유 시장 시스템의 기반을 제공하려는 시도였다. 1843년 조지 폴렛에 의한 5개월간의 점령 이후, 카메하메하 3세는 선교사들, 특히 게리트 P. 저드가 강력하게 추진한 대로 그레이트 마헤레를 통해 토지를 분배함으로써 사유 토지 요구에 대한 외국인 고문들의 의견에 따랐다. 1850년대 동안, 하와이 설탕에 대한 미국의 수입 관세는 하와이인들이 미국에 부과하는 수입 관세보다 훨씬 높았고, 카메하메하 3세는 상호무역협정을 모색했다. 국왕은 왕국의 주권을 유지하고 하와이 설탕이 다른 해외 시장과 경쟁할 수 있도록 미국에 지불하는 관세를 낮추기를 원했다. 1854년 카메하메하 3세는 양국 간의 상호무역협정을 제안했지만, 이 제안은 미국 상원에서 부결되었다.

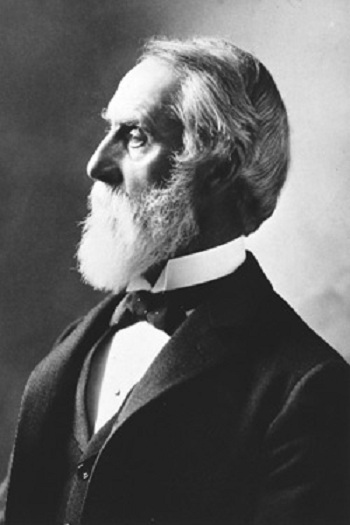
찰스 리드 비숍, 하와이 외무장관

이른바 1873년에 미국 군사 위원회는 설탕을 미국에 무관세로 수입하는 대가로 포드섬을 얻으려고 시도할 것을 권고했다. 태평양 군사 사령관인 미 육군 소장 존 스코필드와 명예 준장 버튼 S. 알렉산더는 하와이의 방어 능력을 확인하기 위해 하와이에 도착했다. 하와이에 대한 미국의 통제는 미국 서해안 방어에 필수적이라고 여겨졌으며, 그들은 특히 푸울로아, 진주만에 관심이 많았다. 하와이 항구 중 하나를 판매하는 것은 카메하메하 왕조에 시집온 외국인으로 정부에서 하와이 외무장관으로 승진했으며 푸울로아 근처에 시골집을 소유한 찰스 리드 비숍에 의해 제안되었다. 그의 아내 버니스 파우아히 비숍은 하와이 토지 판매를 개인적으로 반대했지만, 그는 두 미국 장교에게 로흐 주변을 보여주었다. 군주였던 윌리엄 찰스 루날릴로는 비숍에게 거의 모든 사업 업무를 맡기는데 만족했지만, 토지 할양은 원주민 하와이인들에게 불인기를 얻을 것이었다. 많은 섬 주민들은 진주만뿐만 아니라 모든 섬이 상실될 수 있다고 생각하여 어떤 토지 할양에도 반대했다. 1873년 11월까지 루날릴로는 협상을 취소하고 의사의 충고에도 불구하고 다시 술을 마셨다. 그의 건강은 급격히 나빠졌고, 그는 1874년 2월 3일에 사망했다.
루날릴로는 후계자를 남기지 않았다. 헌법에 따라 의회는 이러한 경우 군주를 선출할 권한을 가졌으며 다음 군주로 데이비드 칼라카우아를 선택했다. 새로운 통치자는 미국 정부로부터 진주만을 해군에 넘겨주라는 압력을 받았다. 칼라카우아는 이것이 미국의 병합으로 이어지고, 땅('Āina)은 비옥하고 신성하며 누구에게도 팔 수 없다고 믿었던 하와이 사람들의 전통에 위배될 것을 우려했다. 1874년부터 1875년까지 칼라카우아는 새로운 조약에 대한 지지를 얻기 위해 워싱턴 D.C.로 국빈 방문을 했다. 의회는 1875년 상호무역협정에 대해 포드섬을 대가로 7년간 동의했다. 조약 이후 설탕 생산은 농지 12,000 ac (49 km2)에서 1891년에는 125,000 ac (510 km2)로 확대되었다. 7년간의 상호무역협정이 끝날 무렵, 미국은 갱신에 거의 관심을 보이지 않았다.

### 1887년 반란과 총검 헌법

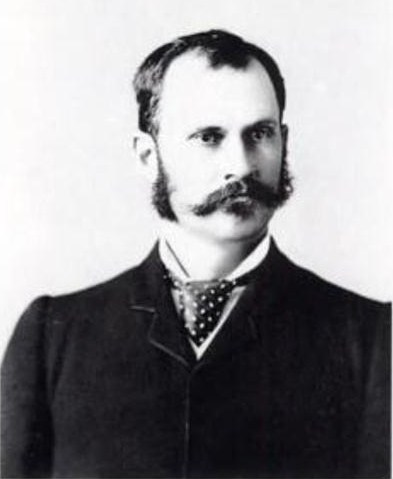
로린 A. 서스턴, 하와이 내무부 장관

1887년 1월 20일, 미국은 진주만을 임대하기 시작했다. 얼마 지나지 않아, 하와이 애국 연맹이라고 부르는 대부분 비하와이인들로 구성된 단체가 1887년 반란을 일으켰다. 그들은 1887년 7월 6일에 자신들의 헌법을 초안했다. 새로운 헌법은 하와이 내무장관이었던 로린 A. 서스턴이 작성했으며, 그는 칼라카우아를 위협하기 위해 하와이 민병대를 사용했다. 칼라카우아는 암살 위협을 받고 내각 장관들을 해임하고 자신의 권력을 크게 약화시키는 새로운 헌법에 서명할 수밖에 없었다. 이것은 강제 사용 위협 때문에 "총검 헌법"으로 알려지게 되었다.
총검 헌법은 군주가 내각 장관을 임명할 수 있도록 허용했지만, 의회의 승인 없이는 그들을 해임할 수 있는 권한을 박탈했다. 귀족원의 투표 자격도 변경되어, 후보자와 유권자 모두 최소 3천 달러 가치의 재산을 소유하거나 연간 소득이 최소 6백 달러 이상이어야 한다고 규정했다. 이로 인해 원주민 하와이인의 3분의 2와 이전에 투표권을 가졌지만 새로운 투표 요건을 충족할 수 없게 된 다른 민족들이 투표권을 박탈당했다. 이 새로운 헌법은 백인 외국인 플랜테이션 소유주들에게 이득이 되었다. 이제 의회가 시민 귀화를 책임지게 되면서, 미국인과 유럽인들은 본국 시민권을 유지하고 왕국의 시민으로서 투표할 수 있었다. 투표권과 함께 미국인들은 이제 공직에 출마할 수 있었고 여전히 미국 시민권을 유지할 수 있었는데, 이는 세계의 어떤 다른 나라도 허용하지 않는 것이었다 심지어 미국인들이 귀화하지 않고도 투표할 수 있도록 허용했다. 아시아 이민자들은 완전히 배제되어 더 이상 시민권을 얻거나 투표할 수 없게 되었다.
총검 헌법 당시에는 그로버 클리블랜드가 대통령이었고, 그의 국무장관 토머스 F. 베이야드는 미국 공사 조지 W. 메릴에게 하와이에서 또 다른 혁명이 발생할 경우 미국 상업, 생명, 재산을 보호하는 것이 우선임을 서면으로 지시했다. 베이야드는 "필요하다고 판단되면 우리 정부 선박의 장교들의 지원이 하와이에서 법의 지배와 질서 있는 정부에 대한 존중을 증진하기 위해 즉시 제공될 것이다"라고 명시했다. 1889년 7월, 소규모 반란이 있었고, 메릴 공사는 미국인을 보호하기 위해 해병대를 상륙시켰다. 국무부는 그의 행동을 명시적으로 승인했다. 메릴의 후임자인 존 L. 스티븐스 공사는 이러한 공식 지시를 읽고 1893년의 논란이 되는 행동에서 이를 따랐다.

### 1888년 윌콕스 반란

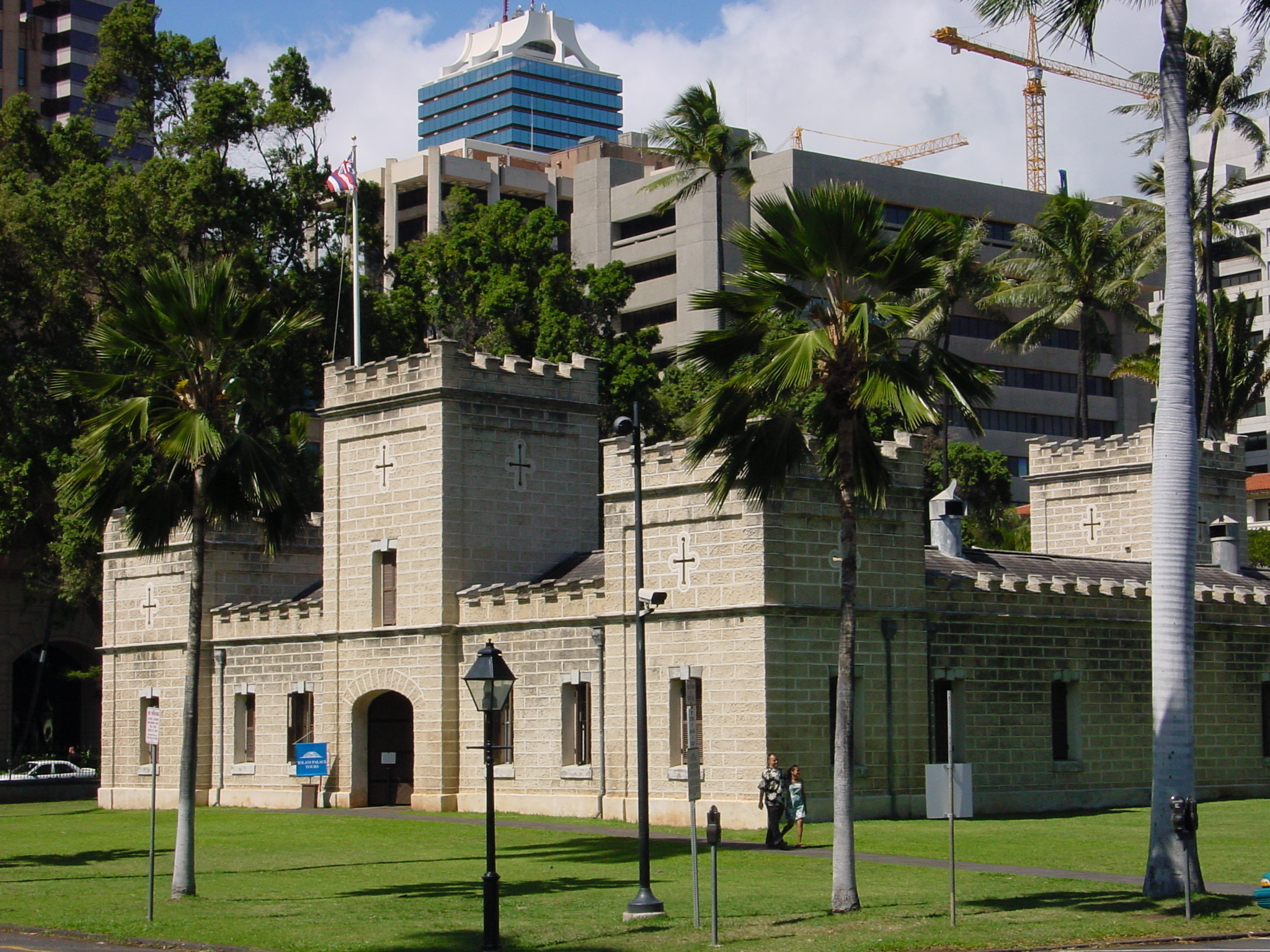
이올라니 병영, 2007년

1888년 윌콕스 반란은 1887년 헌법 이후 의회와 국왕 간의 정치적 긴장 증가에 대한 대응으로 쿠데타를 통해 하와이의 칼라카우아 국왕을 전복하고 그의 여동생으로 대체하려는 음모였다. 칼라카우아의 여동생인 릴리우오칼라니 공주와 그의 아내인 카피올라니 왕비는 빅토리아 여왕 즉위 50주년 소식을 영국에서 접한 직후 하와이로 돌아왔다.
1887년 10월, 하와이 원주민 장교이자 이탈리아 군대의 베테랑인 로버트 윌리엄 윌콕스가 하와이로 돌아왔다. 새로운 헌법이 서명되면서 그의 유학 프로그램에 대한 자금 지원이 중단되었다. 그들은 이올라니 병영에 300명의 하와이인 공모자를 숨겨두었고 왕실 경비대와 동맹을 맺었지만, 반란이 시작되기 48시간도 채 남지 않은 1888년 1월에 우연히 음모가 발각되었다. 아무도 기소되지 않았지만 윌콕스는 망명되었다. 그래서 1888년 2월 11일, 윌콕스는 부인과 함께 이탈리아로 돌아갈 의도로 하와이를 떠나 샌프란시스코로 향했다.
릴리우오칼라니 공주는 오빠에게 총검 헌법을 강요했던 선교당으로부터 여러 번 왕위를 제안받았지만, 오빠처럼 무력한 허수아비가 될 것이라고 믿고 그 제안들을 단호히 거절했다.

### 릴리우오칼라니의 헌법 개정 시도

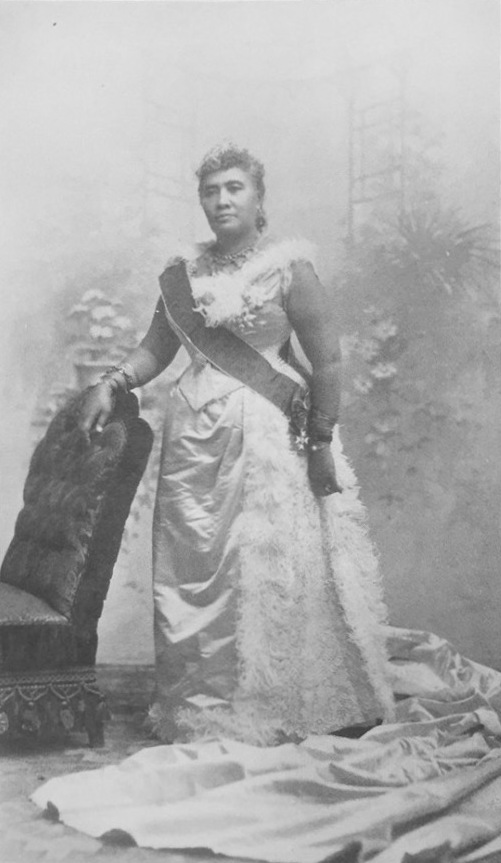
릴리우오칼라니 여왕의 하와이 이야기 표지 사진 (1898)

1889년 11월, 칼라카우아는 건강 때문에 샌프란시스코로 여행을 떠났고, 팰리스 호텔에 머물렀다. 그는 그곳에서 1891년 1월 20일 사망했다. 그의 누이 릴리우오칼라니는 경제 위기 중에 왕위를 계승했다. 매킨리 관세는 다른 나라에서 미국으로 설탕 수입에 대한 관세를 철폐함으로써 이전의 1875년 상호무역협정을 통해 얻었던 하와이의 이점을 제거하여 하와이 설탕 산업을 마비시켰다. 많은 하와이 기업과 시민들은 수입 감소로 인한 압력을 느꼈고, 이에 릴리우오칼라니는 정부 자금을 모으기 위해 복권 시스템을 제안했다. 또한 논란이 많았던 아편 면허 법안도 제안되었다. 그녀의 장관들과 가장 가까운 친구들은 모두 이 계획에 반대했다. 그들은 그녀를 이 계획들에서 단념시키려 했지만 실패했으며, 이 두 가지 계획은 모두 끓어오르는 헌법 위기에서 그녀에게 불리하게 작용했다.
릴리우오칼라니의 주된 열망은 1887년 총검 헌법을 폐지하고 새로운 헌법을 공포하여 군주의 권력을 회복하는 것이었다. 이 아이디어는 하와이 주민들에게 널리 지지받는 것으로 보였다. 1893년 헌법은 일부 재산 요건을 완화하여 참정권을 확대하고, 유럽 및 미국 거주자에게 부여되었던 투표 특권을 없앴을 것이다. 이는 하와이 시민이 아닌 많은 거주 유럽 및 미국 사업가들의 참정권을 박탈했을 것이다. 여왕은 여러 섬을 말을 타고 다니며 자신의 아이디어에 대해 사람들과 이야기하고 새로운 헌법을 지지하는 장문의 청원을 포함하여 압도적인 지지를 받았다. 그러나 여왕이 자신의 계획을 내각에 알렸을 때, 내각은 그녀의 반대자들이 이 계획에 대해 보일 가능성이 있는 반응을 이해하고 있었기 때문에 지지를 보류했다.
왕국의 역사 전반에 걸쳐 하와이의 주권에 대한 위협이 있었지만, 1887년 총검 헌법이 체결되고 나서야 이 위협이 현실화되기 시작했다. 1893년 1월 17일 하와이 왕국의 전복으로 이어진 결정적인 사건은 릴리우오칼라니 여왕이 입법부에 비해 군주의 권한을 강화할 새로운 헌법을 공포하려 시도한 것이었다. 이 입법부에서는 유럽-미국 비즈니스 엘리트들이 불균형적인 권력을 가지고 있었다. 음모자들(미국인 5명, 영국인 1명, 독일인 1명)은 하와이 왕국 신민이 아닌 자들이었으며, 그들의 명시된 목표는 여왕을 퇴위시키고 군주제를 전복하며 하와이를 미국에 병합하는 것이었다.

## 1893년 하와이 쿠데타 및 왕국 전복
군주제 전복은 신문 발행인이자 하와이 신민이었으며 미국 선교사의 손자였던 로린 서스턴(전 내무장관)이 시작했고, 공식적으로는 안전위원회 위원장이자 미국 변호사였던 헨리 E. 쿠퍼가 주도했다. 그들은 주로 하와이에 거주하는 미국 및 유럽 사업 계층과 하와이 왕국 개혁당의 다른 지지자들로부터 지지를 받았다. 여왕을 퇴위시킨 안전위원회 지도자 대부분은 왕국 신민이기도 한 미국 및 유럽 시민들이었다. 그들은 하와이 왕국의 입법자, 정부 관리, 대법원 판사를 포함했다.
1월 16일, 왕국 원수 찰스 버넷 윌슨은 형사들로부터 임박한 전복 계획에 대한 정보를 입수했다. 윌슨은 안전위원회의 13명 위원회에 대한 체포 영장을 요청하고 왕국에 계엄령을 선포할 것을 요청했다. 그러나 위원회 구성원들이 미국 정부 공사 존 L. 스티븐스와 강력한 정치적 연줄을 가지고 있었기 때문에, 아서 P. 피터슨 법무장관과 여왕의 내각은 승인될 경우 체포가 상황을 악화시킬 것을 우려하여 요청을 반복적으로 거부했다. 서스턴과의 협상이 실패한 후, 윌슨은 대결을 위해 부하들을 모으기 시작했다. 윌슨과 왕실 가드 대위 새뮤얼 노울린은 여왕을 보호하기 위해 496명의 병력을 소집하여 대기시켰다.

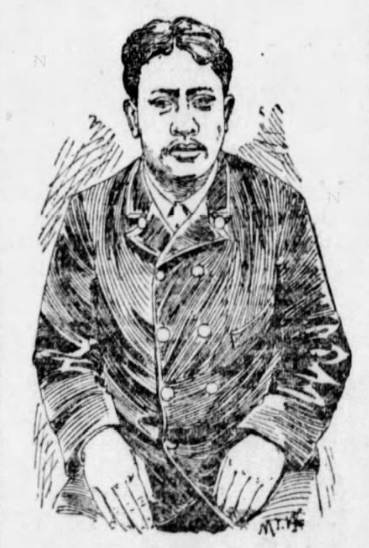
레알로하, 안전위원회로 무기를 운반하는 마차를 막으려던 원주민 경찰관

사건은 1893년 1월 17일에 시작되었다. 로린 서스턴이 이끄는 안전위원회로 무기를 싣고 가는 마차를 막으려던 원주민 경찰관 레알로하를 혁명가 존 굿이 총으로 쏜 것이다. 안전위원회는 총격 사건으로 인해 정부군이 공모자들을 진압하고 전복이 시작되기도 전에 막을 것을 우려했다. 안전위원회는 릴리우오칼라니 여왕을 퇴위시키려는 의도로 자신들의 지휘 아래 무장한 비원주민 남성들을 조직하여 전복을 시작했다. 안전위원회는 무장 경비 아래 이올라니궁에 머물러야 했던 여왕에게 최후통첩을 보냈다. 그녀의 권력과 하와이 왕국의 여왕으로서의 역할을 포기하거나, 그녀의 신민들이 위원회와 민병대의 손에 폭력을 당하게 될 것이라는 내용이었다. 병력은 알리이올라니 하레를 이올라니궁 건너편에 주둔시키고 여왕의 응답을 기다렸다.
이러한 사건이 전개되는 동안, 안전위원회는 호놀룰루에 거주하는 미국인들의 안전과 재산에 대한 우려를 표명했다.
1893년 1월 17일, 안전위원회 위원장 헨리 E. 쿠퍼는 이올라니궁(공식 왕실 거주지) 앞에 모인 군중에게 공식적으로 릴리우오칼라니 여왕을 퇴위시키고 하와이 군주제를 폐지하며, 샌퍼드 돌을 대통령으로 하는 하와이 임시정부를 수립한다는 선언문을 낭독했다.

### 미국의 개입

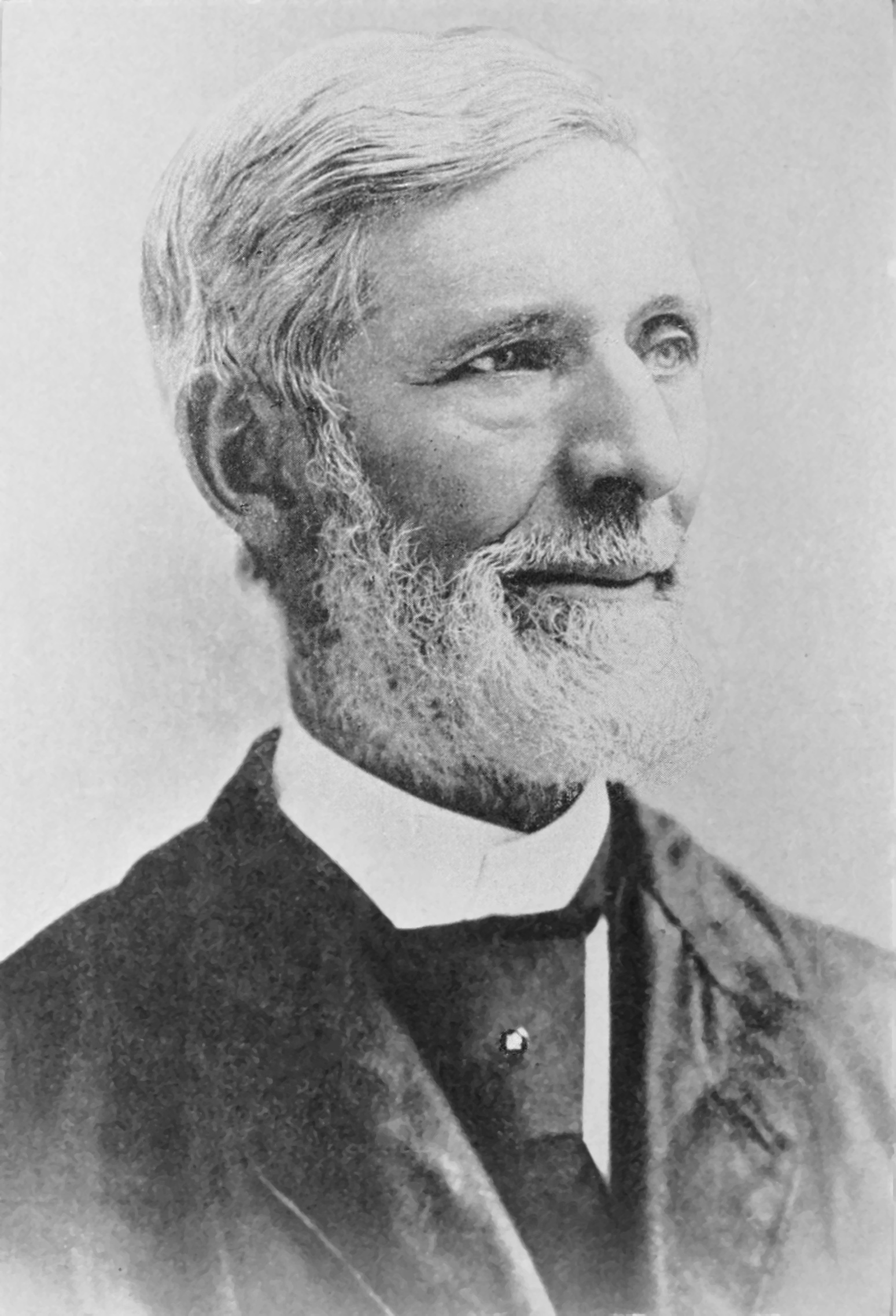
존 L. 스티븐스, 미국 외교관은 소규모 해병대 파견을 통해 하와이의 새로운 정부를 지지했다.

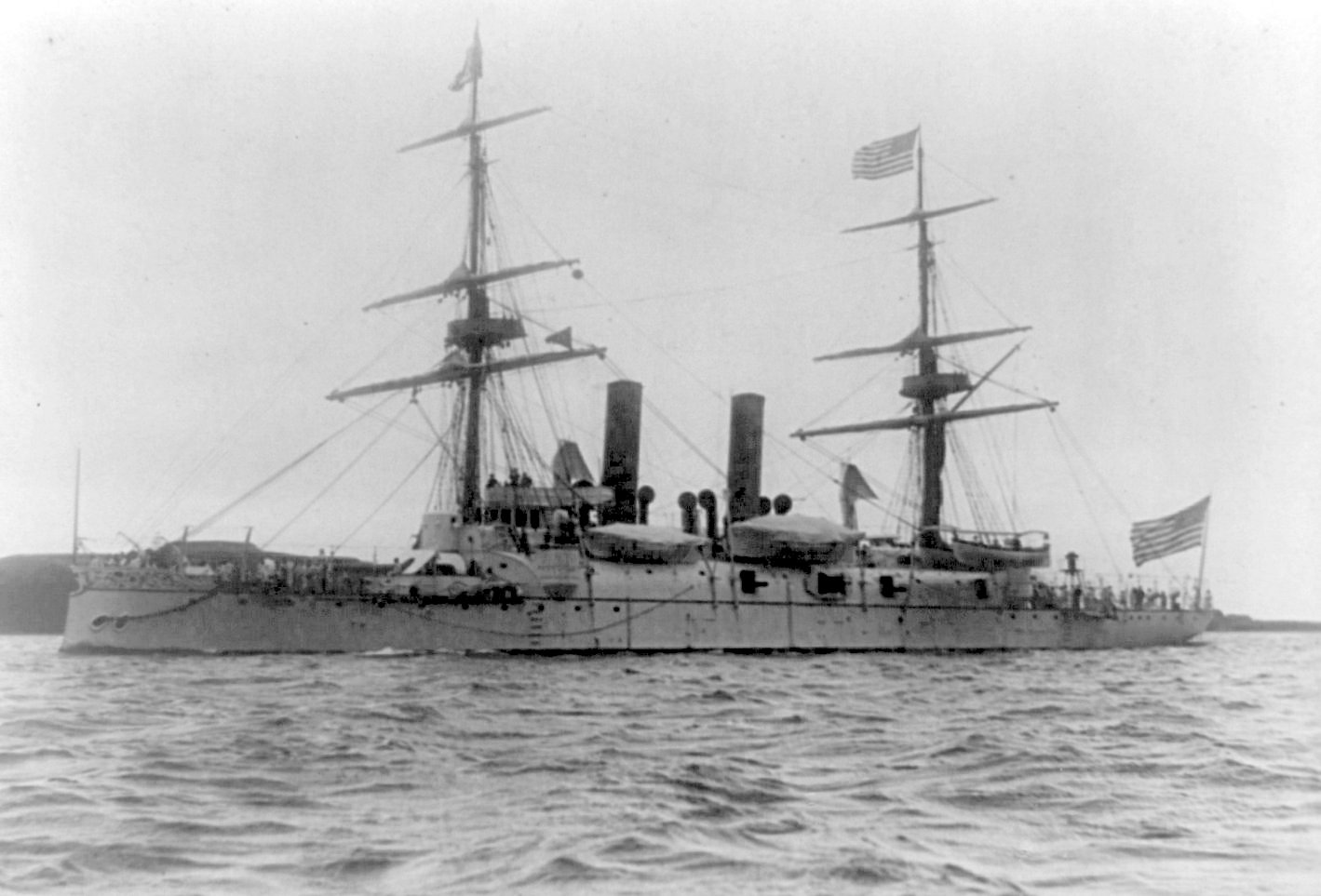
USS 보스턴

해리슨 대통령의 국무장관 존 W. 포스터는 1892년 6월부터 1893년 2월까지 하와이 병합을 위해 적극적으로 노력했다. 친미 사업 이권자들은 여왕이 자신의 권력에 대한 헌법적 제한을 거부하자 그녀를 전복시켰다. 새 정부는 하와이가 공격적인 제국주의, 특히 일본의 제국주의 세계에서 살아남기에는 너무 작고 군사적으로 약하다는 것을 깨달았다. 하와이는 미국의 병합을 간절히 바랐다. 포스터는 하와이가 태평양에서 미국의 국익에 필수적이라고 믿었다.
합병 계획은 현장 최고 미국 외교관인 존 L. 스티븐스에 의해 조율되었다. 그는 여왕이 퇴위된 후 새 정부를 지원하고 일본에 길을 열어줄 수 있는 공백을 막기 위해 미군 분견대를 파견하기로 결정했다. 안전위원회로부터 호놀룰루에 있는 비전투 미국인들의 생명과 재산에 대한 위협을 알게 된 스티븐스는 그들의 요청을 승낙하고 USS 보스턴에서 162명의 미국 수병과 해병대원을 소집하여 1893년 1월 16일 오후 오아후에 상륙하여 미국 공사관, 영사관 및 아리온 홀에 중립 명령에 따라 배치하도록 했다.
퇴위된 여왕은 이올라니 궁전에서 가택연금 상태로 지냈다. 미국 수병과 해병대는 궁전 부지나 건물을 점령하지 않았고, 단 한 발의 총도 발사하지 않았지만, 그들의 존재는 효과적으로 작용했다. 여왕은 군대를 보유하지 않았고, 지역 경찰은 그녀를 지지하지 않았으며, 누구도 왕당파 세력을 동원하지 않았다. 역사가 윌리엄 러스는 "어떤 종류의 싸움도 막으라는 명령은 군주가 스스로를 보호하는 것을 불가능하게 만들었다"고 말했다. 여왕은 자신의 백성들을 위해 "무장 병력 간의 충돌, 그리고 아마도 인명 손실을 피하기 위해"라는 소망 때문에, 고문과 친구들의 간곡한 설득 끝에 자신의 병력에 항복을 명령했다. 호놀룰루 라이플스는 정부 건물을 점령하고 왕실 경비대의 무장을 해제한 후 임시 정부를 선포했다.
여왕의 책에 따르면, 그녀의 친구이자 장관인 J.S. 워커는 "고통스러운 의무를 위해 왔으며, 반대파가 제가 퇴위할 것을 요청했다"고 말했다. 워커를 포함한 장관들과 상의한 후, 여왕은 "미국 군대가 미국 공사의 명령에 따라 혁명가들을 지원하기 위해 상륙했기 때문에, 우리가 어떤 저항을 하는 것은 불가능할 것"이라고 결론지었다. 전복이 "무혈"이었다는 반복되는 주장에도 불구하고, 여왕의 책에는 릴리우오칼라니가 "친구들로부터 직접적인 위로를 받았는데, 그 중에는 남편을 반란군에게 당한 일로 잃은 J.S. 워커 부인도 있었다. 그는 박해로 인해 죽음을 맞이한 많은 사람들 중 한 명이었다"고 기록되어 있다.
즉각적인 병합은 그로버 클리블랜드 대통령에 의해 저지되었다. 그는 의회에 다음과 같이 말했다.
... 호놀룰루 영토에 대한 군사 시위는 그 자체로 전쟁 행위였다. 하와이 정부의 동의가 있거나 위태로운 미국 시민의 생명과 재산을 보호하기 위한 진정한 목적이 아니라면 말이다. 그러나 여왕 정부의 그러한 동의에 대한 어떤 가장도 없다 ... 기존 정부는 무장 병력의 주둔을 요청하기는커녕 이에 항의했다. 미국인의 생명과 재산 보호를 위해 병력이 상륙했다는 가장도 거의 근거가 없다. 만약 그랬다면, 그들은 하와이 정부 건물과 궁전을 지휘할 수 있는 거리가 아닌, 그러한 재산 근처에 배치되어야 했을 것이다 ... 이 무장한 사람들이 상륙했을 때, 호놀룰루시는 평소와 같이 질서 있고 평화로운 상태였다 ...
그럼에도 불구하고 하와이 공화국은 임시정부를 수립했던 같은 당사자들에 의해 1894년에 선포되었다. 그 중에는 총검 헌법의 초안자였던 로린 A. 서스턴도 있었다. 안전위원회는 샌퍼드 돌에게 강제로 수립된 공화국의 대통령이 되어달라고 요청했다. 그는 동의했고, 1894년 7월 4일에 대통령이 되었다.

## 여파

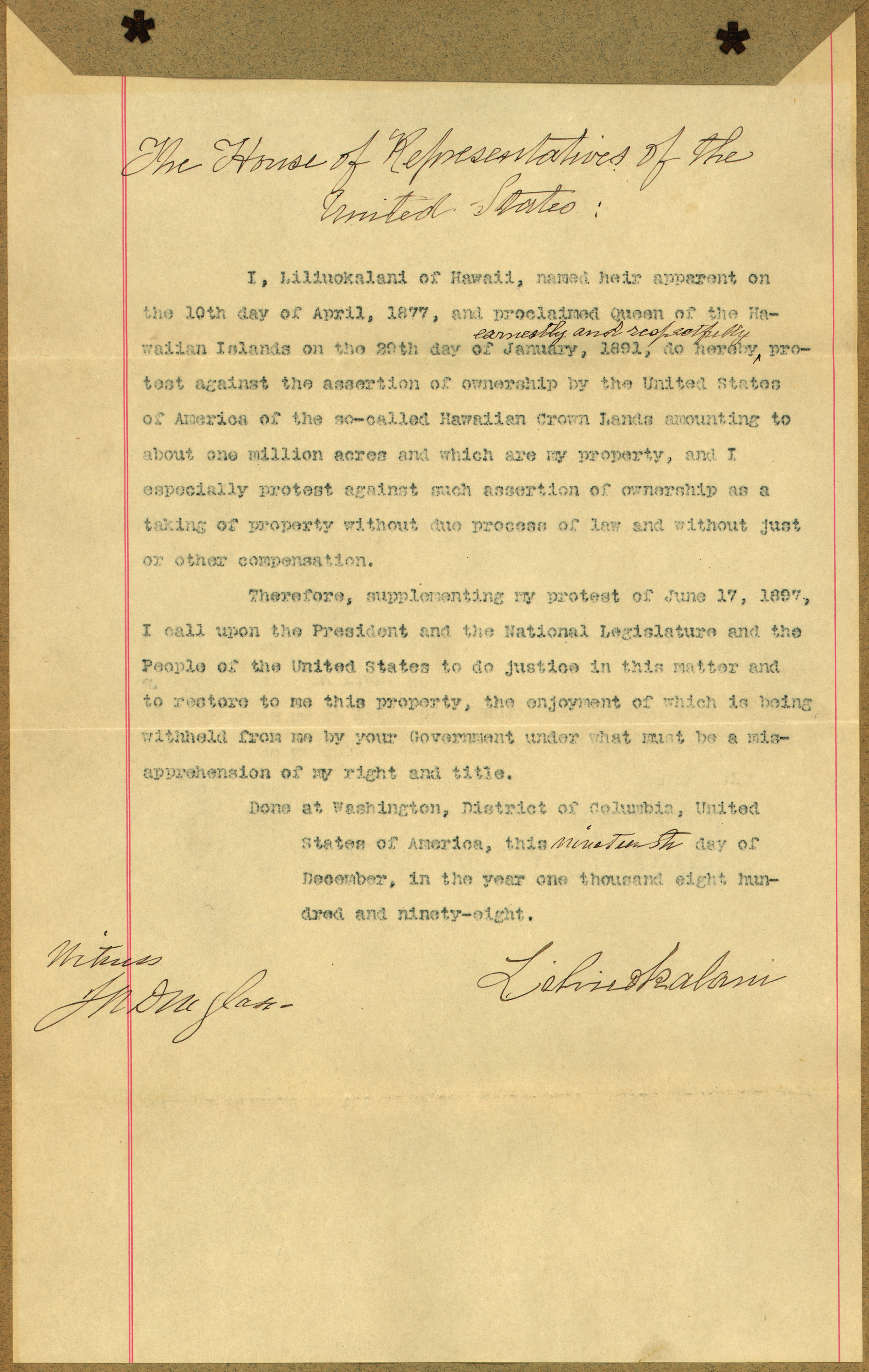
1898년 12월 19일 서한

임시 정부는 1889년 윌콕스 반란에 맞서 총검 헌법에 의해 공포된 정부 체제를 방어했던 민병대인 호놀룰루 라이플스의 강력한 지지를 받아 설립되었다.
여왕의 1893년 1월 17일 권한 양보 성명은 전복에 대해 항의했다.
나 릴리우오칼라니는 하나님의 은혜와 하와이 왕국의 헌법에 따라 여왕으로서, 이 왕국을 위해 임시 정부를 수립했다고 주장하는 특정 인물들이 나 자신과 하와이 왕국의 헌법 정부에 대해 행한 모든 행위에 대해 엄숙히 항의한다.
나는 미국 전권 공사인 존 L. 스티븐스 각하가 미국 군대를 호놀룰루에 상륙시켜 임시 정부를 지지하겠다고 선언한 미합중국의 우월한 병력에 굴복한다.
이제 무장 병력 간의 충돌과 어쩌면 인명 손실을 피하기 위해, 나는 항의하며 상기 병력에 의해 강요받아 나의 권한을 양보한다. 이는 미국 정부가 사실을 보고받은 후 그 대표자들의 행위를 무효화하고 하와이 제도의 헌법상 주권자로서 주장하는 나의 권한을 복원할 때까지이다.

1898년 12월 19일, 여왕은 "하와이 왕실 토지와 관련된 릴리우오칼라니 여왕의 진정서"로 선언을 수정하여 전복과 재산 손실에 대해 추가로 항의했다.

## 반응

### 미국
새로 취임한 그로버 클리블랜드 대통령은 전복 사건에 대한 조사를 명령했다. 이 조사는 전 하원의원 제임스 헨더슨 블런트가 수행했다. 블런트는 1893년 7월 17일 자신의 보고서에서 "미국 외교 및 군사 대표자들이 권한을 남용하여 정부 변화의 책임이 있었다"고 결론지었다. 스티븐스 공사는 소환되었고, 하와이 주둔군 사령관은 사임을 강요받았다. 클리블랜드 대통령은 "우리 국가적 특성과 부상당한 국민의 권리에 대한 정당한 존중이 우리가 회복하려고 노력해야 할 실질적인 잘못이 저질러졌다"고 말했다. 클리블랜드는 자신의 1893년 국정 연설에서 "밝혀진 사실에 따르면 우리 정부가 추구할 유일한 명예로운 길은 우리를 대표하는 자들이 저지른 잘못을 바로잡고 강제 개입 당시의 상태를 가능한 한 복원하는 것이라고 생각했다"고 덧붙였다. 여왕이 복위 조건으로 반역자들에게 사면을 거부한 후, 이 문제는 1893년 12월 18일 클리블랜드에 의해 의회에 회부되었다.
상원의 존 타일러 모건 상원 의원(민주당-앨라배마)이 의장을 맡고 대부분 합병 찬성 상원의원들로 구성된 상원 외교 위원회는 블런트의 초기 보고서를 불신하기 위해 자체 조사를 시작했으며, 하와이의 합병 찬성 진술서와 미국 상원에 제공된 증언을 사용했다. 모건 보고서는 블런트 보고서와 모순되었으며, 스티븐스 공사와 미군 병력이 전복에 연루된 것에 대해 "무죄"라고 결론 내렸다. 클리블랜드는 여왕을 복위시키려는 초기 노력에서 교착 상태에 빠졌고, 이른바 임시 정부와 그 뒤를 이은 하와이 공화국을 인정하는 입장을 취했다.
미국 의회의 원주민 하와이 연구 위원회는 1983년 최종 보고서에서 미국 정부가 원주민 하와이인들에게 배상, 지원 또는 집단 권리를 제공해야 할 역사적, 법적 또는 도덕적 의무가 없다고 결론지었다.
1993년, 하와이 왕국 전복 100주년을 맞아 의회는 빌 클린턴 대통령이 서명하여 법률로 제정된 결의안을 통과시켰다. 이 결의안은 하와이 왕국 전복에 대한 미국의 개입에 대해 원주민 하와이인들에게 사과하는 내용이었다. 이 법은 사과 결의안으로 알려져 있으며, 미국 정부가 자신의 행동에 대해 공식적으로 사과한 몇 안 되는 사례 중 하나이다.

### 국제사회
영국을 제외하고 하와이에 외교 공관을 둔 모든 정부는 전복 후 48시간 이내에 영사관을 통해 임시 정부를 인정했다. 새 임시 정부를 인정한 국가로는 칠레, 오스트리아-헝가리, 멕시코, 러시아, 네덜란드, 독일, 스웨덴, 스페인, 일본, 이탈리아, 포르투갈, 덴마크, 벨기에, 중국, 페루, 프랑스가 있었다. 1894년 7월 4일 하와이 공화국이 선포되었을 때, 영국을 제외한 하와이와 외교 관계를 맺고 있던 모든 국가들은 즉시 사실상의 인정을 부여했으며, 영국의 응답은 1894년 11월에 나왔다.

### 하와이 반혁명
1895년 1월 6일부터 9일까지 4일간의 봉기는 군주제를 복원하려는 쿠데타 시도로 시작되었으며, 왕당파와 공화파 반군 간의 전투가 포함되었다. 나중에 1895년 반란 시도 이후 궁궐 부지에서 무기 은닉처가 발견되자, 릴리우오칼라니 여왕은 체포되어 하와이 공화국 군사 재판소에서 재판을 받고 역모 방조 혐의로 유죄 판결을 받아 자신의 집에서 투옥되었다. 1월 24일, 릴리우오칼라니는 퇴위하여 하와이 군주제를 공식적으로 종식시켰다.

## 공화국, 미국 병합, 미국 준주

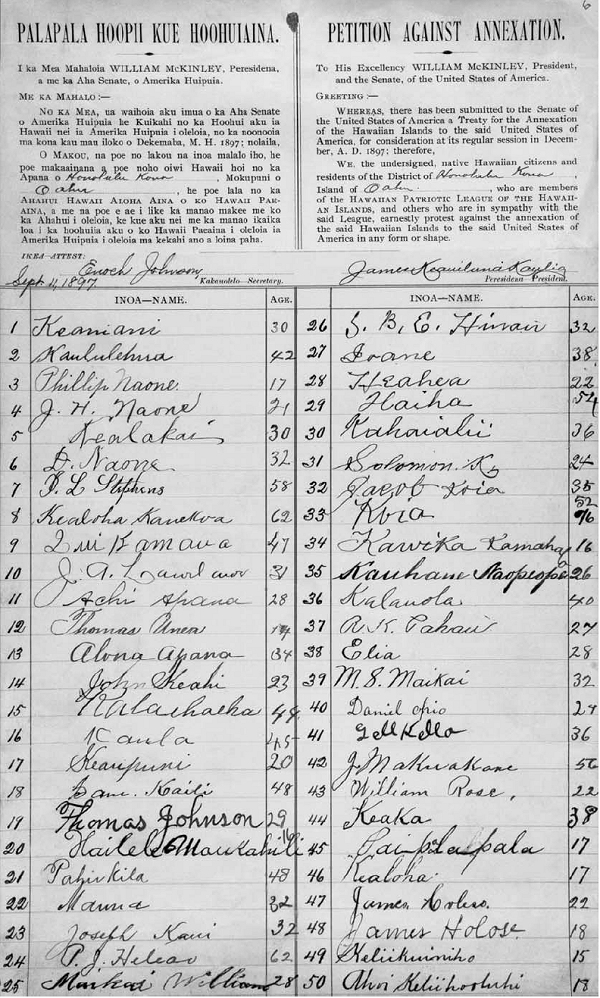
쿠에 청원. 여러 왕당파 단체들은 1897년에 병합 반대 청원을 제출했다. 1900년에 이들 단체는 해체되고 로버트 윌콕스(하와이 준주 최초의 의회 대표)의 지도 아래 하와이 자치당을 결성했다.

안전위원회는 1893년 1월 17일 샌퍼드 돌을 하와이 왕국 새 임시 정부의 대통령으로 선포했으며, 여왕과 그녀의 내각, 원수만을 직위에서 해임했다. 1894년 7월 4일, 하와이 공화국이 선포되었다. 돌은 두 정부의 대통령이었다. 공화국으로서 정부의 목표는 하와이의 미국 병합을 추진하는 것이었다. 하와이 병합의 근거에는 강력한 경제적 요소가 포함되었는데, 하와이 상품과 서비스가 본토로 수출될 때 미국 관세의 적용을 받지 않을 것이며, 하와이가 미국에 편입되면 미국과 하와이 모두 서로의 국내 풍부한 자원에서 이익을 얻을 수 있다는 것이었다.
1897년에 윌리엄 매킨리가 클리블랜드의 뒤를 이어 미국 대통령이 되었다. 취임 첫해에 미국 상원은 하와이 제도를 병합하는 조약을 두 번 비준하는 데 실패했다. 1년 후, 그는 1898년 7월 7일에 하와이 병합이 이루어질 것이라고 명시한 뉴랜즈 결의안에 서명했다. 하와이의 미국 병합을 알리는 공식 행사는 1898년 8월 12일 이올라니궁에서 열렸다. 원주민 하와이인들은 거의 참석하지 않았고, 거리에 있던 몇몇 하와이인들은 왕당파 황하와이아욱 꽃을 모자나 머리카락에 달고, 가슴에는 "쿠우 하에 알로하(나의 사랑하는 깃발)"라는 문구가 새겨진 하와이 깃발을 달았다. 릴리우오칼라니와 하와이 왕족을 포함한 4만 명의 원주민 하와이인 대부분은 집안에 숨어 이 행동에 항의했다. "병합 소식이 전해졌을 때, 그것은 나에게 죽음보다 더 쓰라린 것이었다"고 릴리우오칼라니의 조카인 카이울라니 공주가 샌프란시스코 크로니클에 말했다. "왕위를 잃는 것도 충분히 나빴지만, 깃발이 내려가는 것은 훨씬 더 나빴다." 하와이 국가는 하와이 포노이를 연주하는 동안 하와이 국기가 마지막으로 내려졌다.
하와이 제도와 멀리 떨어진 팔미라 섬, 스튜어트 제도는 1900년 2월 22일 새로운 정부가 수립되면서 하와이 준주, 즉 미국 조직 통합 준주가 되었다. 샌퍼드 돌은 준주의 초대 총독으로 임명되었다. 이올라니궁은 1969년까지 하와이 정부의 주청사로 사용되었다.

## 같이 보기
- 알리 누이
- 1954년 민주혁명
- 하와이 – 제임스 미치너의 역사 소설. 4장 "굶주린 마을에서"에 전복 사건에 대한 가상의 이야기가 담겨 있다.
- 하와이 홈랜드
- 하와이 주권운동
- 하와이 왕국-미국 관계
- 칼라카우아 왕조
- 하와이의 법적 지위
- 하와이 왕국이 서명한 양자 조약 목록
- 폴렛 사건
- 세라 바월의 언패밀리어 피시스
- 미국의 정권 개입

## 내용주
1. ↑  전복 당시 일본 제국 해군 포함 나니와는 진주만에 정박해 있었다. 나중에 쓰시마에서 일본 전함 함대를 지휘한 토고 헤이하치로 포함 사령관은 임시 정부의 왕국 깃발을 내리라는 요구에 응하기를 거부했지만, 나중에 일본 정부의 명령으로 깃발을 내렸다. 호놀룰루의 다른 모든 국제 공관과 마찬가지로 일본 총영사 후지이 사부로는 임시 정부를 군주제의 "사실상" 합법적인 후계자로 신속히 인정했다.